# Черноморский район
Черномо́рский райо́н (укр. Чорноморський район, крымскотат. Черноморское районы; до 1944 года — Ак-Мечетский район, крымскотат. Акъмечит районы, Aqmeçit rayonı) — административно-территориальная единица (район) и одноимённое муниципальное образование (муниципальный район) в Республике Крым Российской Федерации (согласно позиции России, фактически контролирующей Крым). Упразднённый район Автономной Республики Крым Украины (согласно позиции Украины).
Административный центр района — пгт Черноморское.

## География
Занимает территорию Тарханкутского полуострова на крайнем западе Крыма. Большую часть территории Черноморского района занимает распаханная холмистая равнина. Морское побережье в основном обрывистое. Район имеет самую низкую плотность населения среди сельских регионов Крыма. На территории района имеются полезные ископаемые: природный газ (Глебовское месторождение), известняки, камень-ракушечник, лечебные грязи горько-солёных озёр Джарылгач, Ярылгач и Панское, расположенные у села Межводное. Также расположены такие озёра: Ак-Мечетское и Маякское озеро — у пгт Черноморское; Лиман, Большой Кипчак и Малый Кипчак — у села Оленевка.
Черноморский район популярен среди любителей недорогого летнего отдыха у моря. Море и пляжи региона ни в чём не уступают курортам западного побережья Крыма (Евпатория, Саки), а стоимость отдыха значительно дешевле из-за удалённости от основных туристических объектов и достопримечательностей.

## История
На территории района известны несколько десятков скифских могильников. В конце IV века до н. э. на берегу Каркинитского залива возникло античное поселение Калос Лимен (Прекрасная Гавань), которое входило в состав сельскохозяйственной хоры (сельской округи) античного Херсонеса и имело важное хозяйственное и стратегическое значения. Вокруг Калос Лимена возникают другие укреплённые и неукреплённые античные поселения. Раскопки остатков греческих поселений свидетельствуют о высоком уровне экономики, торговли и культуры греков. Во втором веке до н. э. греческие поселения Северо-Западного Крыма были захвачены скифами и частично разрушены. В средние века Тарханкут оказывается в зоне перемещения кочевых племён.
В XIII веке в степном Крыму утверждаются монголо-татары. В первой половине XV века Тарханкут входит в состав владений Крымского ханства, которое в 1475—1478 годах становится вассалом Турции. Большинство земель на западном побережье на основании тарханных (льготных) грамот была передана духовным лицам. Поэтому за западной частью полуострова утвердилось название «Тархан», то есть территория свободная от налогов. Отсюда и происходит название основанного здесь Тарханного кадылыка — судебного округа. Территория Тарханного кадылыка входила в состав Гёзлевского каймаканства с центром в Гёзлеве (современная Евпатория).
После присоединения Крыма к России (1783) землевладельцами на Тарханкуте становятся русская знать и высокопоставленные чиновники. Наибольшим имением Тарханкутское или Тархан-Сарыгольское владел тайный советник граф Попов. Имение включало около 22,5 тыс. десятины земли в сёлах Караджа (Оленевка), Степановка (сейчас не существует), куда были переселены 2178 душ государственных крестьян. На мысу Кара Мрун (Чёрный нос) был построен большой господский дом, посажен фруктовый сад (уничтоженный в годы Второй мировой войны).
В 1824 году эти земли покупает генерал-губернатор Новороссийского края М. Воронцов, который построил здесь церковь, освящённую в честь праведных Святых Захара и Елизаветы. К церковному приходу относились 5 сёл с русским населением: Ярылгач, Кунан, Тарпанчи, Караджа (сейчас села Межводное, Красносельское, Окуневка, Оленевка), Тарханкутский Маяк и другие села со смешанным населением.
К середине XIX века возрастает приток переселенцев из густонаселённых губерний страны. Отмена крепостничества создало благоприятные условия для развития хозяйства. В 1885 году здесь работали две церковно-приходские школы — в Ак-Мечети и Дёрт-Сакале (Ленское). В дальнейшие пять лет открылись три земских школы в сёлах Кунан, Караджа и Донузлав (Красноярское). Начали действовать 3 врачебных участка. Население волости поддерживало постоянную связь с уездом (Евпаторией). В Ак-Мечети находилась почтовая конная станция.
С начала XIX века быстро развивается мореплавание. Начали действовать регулярные пассажирские рейсы, которые связывали Одессу с городами, которые разрастаются в Крыму: Ялтой, Севастополем. В 1816 году на Тарханкуте был построен маяк. В 1871 году здесь основана метеорологическая станция.
В январе 1921 года, после установления в Крыму советской власти, деление на волости было упразднено, Тарханкут был включён в состав Ак-Мечетского района, который входил в состав Евпаторийского уезда.
В 1924 году Ак-Мечетский район был упразднён, все сёла Тарханкута вошли непосредственно в состав Евпаторийского уезда. Постановлением ВЦИК от 30 октября 1930 года район был восстановлен. В него вошли сельсоветы Евпаторийского района: Ак-Каджинский, Ак-Мечетский, Донузлавский, Киргиз-Казакский без селений, вошедших в Фрайдорфский район, Кульсадыкский, Кунанский, Керлеутский, Караджинский, Садыр-богайский, Сабанчинский, Яшпекский и селения Агайского сельсовета: Баим, Джаманак-Русский, Джаманак-Татарский, Карчига, Каспир-Сырт, Каспир-Эльгеры, Токмак, Чонгурчи-Татарский, Чонгурчи-Русский. На 1 октября 1931 года население составило 17150 человек в 95 населённых пунктах. В 1932 году численность населения района составляла 15 690 человек (57,6 % — русские, 33,6 % — крымские татары, 5 % — немцы, 2,2 % — украинцы). В районе насчитывалось 16 сельсоветов, 10 — русские, 5 из них — крымскотатарские и 1 — немецкий.
В 1939 году в состав района входило 112 населённых пунктов. Работало 29 школ. По данным всесоюзной переписи населения 1939 года численность жителей района составила 15941 человек. В национальном отношении было учтено:
| Национальность  | Численность |
| --------------- | ----------- |
| Русские         | 9063        |
| Крымские татары | 5027        |
| Украинцы        | 1044        |
| Крымские немцы  | 439         |
| Евреи           | 121         |
| Греки           | 28          |
| Болгары         | 21          |
| Армяне          | 13          |

Во время Великой Отечественной войны на территории района действовал партизанской отряд под командованием К. Калашникова. 14 апреля 1944 году район был освобождён от немецких захватчиков.
14 декабря 1944 года Ак-Мечетский район был переименован в Черноморский и районный центр село Ак-Мечеть в село Черноморское.
17 июля 2020 года парламент Украины, не признающий осуществлённую в 2014 году аннексию Крыма Россией, принял постановление о новой сети районов в стране, которым предполагается объединить Сакский и Черноморский районы, Сакский и Евпаторийский горсоветы в Евпаторийский район, однако данное изменение не вступало в силу до «возвращения Крыма под общую юрисдикцию Украины». 9 сентября 2023 года, несмотря на отсутствие контроля над полуостровом, вступили в силу поправки, которые ввели в действие данное постановление в отношении Крыма.

## Население
| 1939    | 1959    | 1970    | 1979    | 1989    | 2001    | 2009    | 2010    | 2011    |
| ------- | ------- | ------- | ------- | ------- | ------- | ------- | ------- | ------- |
| 15 941  | ↘14 549 | ↗27 195 | ↗29 982 | ↗34 269 | ↘34 012 | ↘31 827 | ↗31 893 | ↗31 904 |
| 2012    | 2013    | 2014    | 2015    | 2016    | 2017    | 2018    | 2019    | 2020    |
| ↗31 971 | ↗32 109 | ↘30 500 | ↗30 558 | ↘30 550 | ↘30 302 | ↗30 427 | ↗30 457 | ↗30 527 |
| 2021    |         |         |         |         |         |         |         |         |
| ↘30 339 |         |         |         |         |         |         |         |         |

По итогам переписи населения в Крымском федеральном округе по состоянию на 14 октября 2014 года численность постоянного населения района составила 30500 человек (100,0 % из которых — сельское).
По состоянию на 1 января 2014 года численность населения района составила 32118 постоянных жителей и 32235 человек наличного населения, на 1 июля 2014 года — 32290 постоянных жителей (в том числе 11025 городских (34,1 %) и 21265 сельских) и 32173 человек наличного населения.

### Национальный состав
По данным переписей населения 2001 и 2014 годов:
| национальность  | 2001, всего, чел. | % от все- го | 2014 всего, чел. | % от все- го | % от указав- ших |
| --------------- | ----------------- | ------------ | ---------------- | ------------ | ---------------- |
| указали         |                   |              | 30225            | 99,10 %      | 100,00 %         |
| русские         | 18002             | 52,77 %      | 19056            | 62,48 %      | 63,05 %          |
| украинцы        | 9993              | 29,29 %      | 5704             | 18,70 %      | 18,87 %          |
| крымские татары | 4321              | 12,67 %      | 3122             | 10,24 %      | 10,33 %          |
| татары          | 499               | 1,46 %       | 1364             | 4,47 %       | 4,51 %           |
| белорусы        | 512               | 1,50 %       | 313              | 1,03 %       | 1,04 %           |
| армяне          | 140               | 0,41 %       | 150              | 0,49 %       | 0,50 %           |
| узбеки          | 63                | 0,18 %       | 60               | 0,20 %       | 0,20 %           |
| болгары         |                   |              | 36               | 0,12 %       | 0,12 %           |
| мордва          |                   |              | 35               | 0,11 %       | 0,12 %           |
| немцы           | 63                | 0,18 %       | 32               | 0,10 %       | 0,11 %           |
| молдаване       |                   |              | 30               | 0,10 %       | 0,10 %           |
| другие          | 519               | 1,52 %       | 323              | 1,06 %       | 1,07 %           |
| не указали      |                   |              | 275              | 0,90 %       |                  |
| всего           | 34112             | 100,00 %     | 30500            | 100,00 %     |                  |

Национальный состав населённых пунктов района по переписи населения 2014 года:
| Населённый пункт  | русские | русские | украинцы | украинцы | крымские татары | крымские татары | татары | татары | Всего  |
| Населённый пункт  | чел.    | %       | чел.     | %        | чел.            | %               | чел.   | %      | Всего  |
| ----------------- | ------- | ------- | -------- | -------- | --------------- | --------------- | ------ | ------ | ------ |
| пгт. Черноморское | 7 970   | 71,85   | 1 618    | 14,59    | 859             | 7,74            | 548    | 4,94   | 11 092 |
| с. Далёкое        | 366     | 46,80   | 157      | 20,08    | 196             | 25,06           | 57     | 7,29   | 782    |
| с. Владимировка   | 109     | 41,60   | 49       | 18,70    | 77              | 29,39           | 25     | 9,54   | 262    |
| с. Журавлёвка     | 77      | 53,10   | 37       | 25,52    | 19              | 13,10           | 9      | 6,21   | 145    |
| с. Зоряное        | 171     | 48,72   | 82       | 23,36    | 60              | 17,09           | 27     | 7,69   | 351    |
| с. Северное       | 99      | 37,22   | 49       | 18,42    | 79              | 29,70           | 24     | 9,02   | 266    |
| с. Кировское      | 1 117   | 53,55   | 530      | 25,41    | 297             | 14,24           | 116    | 5,56   | 2 086  |
| с. Дозорное       | 84      | 44,44   | 53       | 28,04    | 33              | 17,46           | 15     | 7,94   | 189    |
| с. Задорное       | 24      | 40,68   | 21       | 35,59    | 5               | 8,47            | 2      | 3,39   | 59     |
| п. Низовка        | 41      | 52,56   | 21       | 26,92    | 5               | 6,41            | 2      | 2,56   | 78     |
| с. Красная Поляна | 712     | 67,94   | 246      | 23,47    | 21              | 2,00            | 15     | 1,43   | 1 048  |
| с. Внуково        | 287     | 65,38   | 79       | 18,00    | 41              | 9,34            | 20     | 4,56   | 439    |
| с. Кузнецкое      | 228     | 58,31   | 95       | 24,30    | 46              | 11,76           | 22     | 5,63   | 391    |
| с. Красноярское   | 274     | 43,77   | 150      | 23,96    | 137             | 21,88           | 47     | 7,51   | 626    |
| с. Ленское        | 44      | 21,57   | 20       | 9,80     | 115             | 56,37           | 23     | 11,27  | 204    |
| с. Медведево      | 1 069   | 62,62   | 278      | 16,29    | 208             | 12,19           | 80     | 4,69   | 1 707  |
| п. Озёровка       | 8       | 100,00  | 0        | 0,00     | 0               | 0,00            | 0      | 0,00   | 8      |
| с. Межводное      | 1 192   | 57,12   | 289      | 13,85    | 248             | 11,88           | 66     | 3,16   | 2 087  |
| с. Водопойное     | 138     | 29,87   | 79       | 17,10    | 178             | 38,53           | 50     | 10,82  | 462    |
| с. Зайцево        | 38      | 39,58   | 24       | 25,00    | 12              | 12,50           | 6      | 6,25   | 96     |
| с. Новоульяновка  | 74      | 30,96   | 94       | 39,33    | 22              | 9,21            | 10     | 4,18   | 239    |
| с. Снежное        | 21      | 25,30   | 17       | 20,48    | 28              | 33,73           | 8      | 9,64   | 83     |
| с. Новоивановка   | 566     | 64,61   | 198      | 22,60    | 36              | 4,11            | 20     | 2,28   | 876    |
| с. Хмелево        | 68      | 29,57   | 53       | 23,04    | 70              | 30,43           | 19     | 8,26   | 230    |
| с. Новосельськое  | 1 766   | 72,85   | 377      | 15,55    | 67              | 2,76            | 42     | 1,73   | 2 424  |
| с. Артёмовка      | 178     | 82,41   | 42       | 19,44    | 2               | 0,93            | 0      | 0,00   | 216    |
| с. Окунёвка       | 304     | 58,24   | 131      | 25,10    | 42              | 8,05            | 21     | 4,02   | 522    |
| с. Громово        | 160     | 49,84   | 120      | 37,38    | 25              | 7,79            | 10     | 3,12   | 321    |
| с. Знаменское     | 54      | 36,00   | 66       | 44,00    | 17              | 11,33           | 9      | 6,00   | 150    |
| с. Красносельское | 160     | 31,68   | 135      | 26,73    | 136             | 26,93           | 47     | 9,31   | 505    |
| с. Марьино        | 57      | 64,04   | 32       | 35,96    | 0               | 0,00            | 0      | 0,00   | 89     |
| с. Оленевка       | 1 021   | 70,85   | 380      | 26,37    | 4               | 0,28            | 4      | 0,28   | 1 441  |
| с. Калиновка      | 475     | 64,45   | 172      | 23,34    | 37              | 5,02            | 20     | 2,71   | 737    |
| с. Маяк           | 104     | 91,23   | 10       | 8,77     | 0               | 0,00            | 0      | 0,00   | 114    |
| Всего             | 19 056  | 62,48   | 5 704    | 18,70    | 3 122           | 10,24           | 1 364  | 4,47   | 30 500 |

## Административно-муниципальное устройство
Черноморский район как муниципальное образование со статусом муниципального района в составе Республики Крым РФ с 2014 года включает 11 муниципальных образований со статусом сельских поселений:
1. Далёковское
2. Кировское
3. Краснополянское
4. Красноярское
5. Медведевское
6. Межводненское
7. Новоивановское
8. Новосельское
9. Окунёвское
10. Оленевское
11. Черноморское

До 2014 года они составляли одноимённые местные советы: 1 поселковый совет и 10 сельских советов в рамках административного деления АР Крым в составе Украины (до 1991 года — Крымской области УССР в составе СССР).

### Населённые пункты
В состав Черноморского района входят 34 населённых пункта, в том числе: 1 посёлок городского типа (Черноморское), 31 село и 2 посёлка (сельского типа), при этом с 2014 года все посёлки городского типа (пгт) Республики Крым также были отнесены к сельским населённым пунктам:
| №  | Населённый пункт | Тип     | Историческое название | Население (чел.) | Местный совет до 2014 года     | Муниципальное образование с 2014 года |
| -- | ---------------- | ------- | --------------------- | ---------------- | ------------------------------ | ------------------------------------- |
| 1  | Черноморское     | пгт     | Ак-Мечеть, Акмечит    | ↗11 581          | Черноморский поселковый совет  | Черноморское сельское поселение       |
| 2  | Далёкое          | село    | Чагалтай Татарский    | ↘782             | Далёковский сельский совет     | Далёковское сельское поселение        |
| 3  | Владимировка     | село    | Бай-Кыят              | ↘262             | Далёковский сельский совет     | Далёковское сельское поселение        |
| 4  | Журавлёвка       | село    |                       | ↘145             | Далёковский сельский совет     | Далёковское сельское поселение        |
| 5  | Зоряное          | село    |                       | ↘351             | Далёковский сельский совет     | Далёковское сельское поселение        |
| 6  | Северное         | село    | Чагалтай Немецкий     | ↘266             | Далёковский сельский совет     | Далёковское сельское поселение        |
| 7  | Кировское        | село    |                       | ↘2086            | Кировский сельский совет       | Кировское сельское поселение          |
| 8  | Дозорное         | село    | Аккоджа               | ↘189             | Кировский сельский совет       | Кировское сельское поселение          |
| 9  | Задорное         | село    | Чонгурчи              | ↘59              | Кировский сельский совет       | Кировское сельское поселение          |
| 10 | Низовка          | посёлок | Джамал                | ↘78              | Кировский сельский совет       | Кировское сельское поселение          |
| 11 | Красная Поляна   | село    | Кызыл-Чонрав          | ↘1048            | Краснополянский сельский совет | Краснополянское сельское поселение    |
| 12 | Внуково          | село    | Яшпек                 | ↘439             | Краснополянский сельский совет | Краснополянское сельское поселение    |
| 13 | Кузнецкое        | село    | Чегелек               | ↘391             | Краснополянский сельский совет | Краснополянское сельское поселение    |
| 14 | Красноярское     | село    | Донузлав              | ↘626             | Красноярский сельский совет    | Красноярское сельское поселение       |
| 15 | Ленское          | село    | Дорт-Сакал            | ↘204             | Красноярский сельский совет    | Красноярское сельское поселение       |
| 16 | Медведево        | село    | Табулды Асс           | ↘1707            | Медведевский сельский совет    | Медведевское сельское поселение       |
| 17 | Озёровка         | посёлок | Терекли-Асс           | ↗8               | Медведевский сельский совет    | Медведевское сельское поселение       |
| 18 | Межводное        | село    | Ярылгач               | ↗2087            | Межводненский сельский совет   | Межводненское сельское поселение      |
| 19 | Водопойное       | село    | Керлеут               | ↘462             | Межводненский сельский совет   | Межводненское сельское поселение      |
| 20 | Зайцево          | село    | Муса-Али              | ↘96              | Межводненский сельский совет   | Межводненское сельское поселение      |
| 21 | Новоульяновка    | село    |                       | ↘239             | Межводненский сельский совет   | Межводненское сельское поселение      |
| 22 | Снежное          | село    | Карлав Русский        | ↗83              | Межводненский сельский совет   | Межводненское сельское поселение      |
| 23 | Новоивановка     | село    |                       | ↘876             | Новоивановский сельский совет  | Новоивановское сельское поселение     |
| 24 | Хмелево          | село    | Садыр-Багай           | ↘230             | Новоивановский сельский совет  | Новоивановское сельское поселение     |
| 25 | Новосельское     | село    |                       | ↘2424            | Новосельский сельский совет    | Новосельское сельское поселение       |
| 26 | Артёмовка        | село    | Тока                  | ↘216             | Новосельский сельский совет    | Новосельское сельское поселение       |
| 27 | Окунёвка         | село    | Тарпанчи              | ↘522             | Окунёвский сельский совет      | Окунёвское сельское поселение         |
| 28 | Громово          | село    | Кыпчак                | ↘321             | Окунёвский сельский совет      | Окунёвское сельское поселение         |
| 29 | Знаменское       | село    | Чегер-Аджи            | ↘150             | Окунёвский сельский совет      | Окунёвское сельское поселение         |
| 30 | Красносельское   | село    | Кунан                 | ↘505             | Окунёвский сельский совет      | Окунёвское сельское поселение         |
| 31 | Марьино          | село    | Джан-Баба             | ↘89              | Окунёвский сельский совет      | Окунёвское сельское поселение         |
| 32 | Оленевка         | село    | Кара-Аджи             | ↘1441            | Оленевский сельский совет      | Оленевское сельское поселение         |
| 33 | Калиновка        | село    | Аблак-Аджи            | ↘737             | Оленевский сельский совет      | Оленевское сельское поселение         |
| 34 | Маяк             | село    |                       | ↗114             | Оленевский сельский совет      | Оленевское сельское поселение         |

## Герб
Решением Черноморского районного Совета от 21 февраля 2013 года № 483 «О гербе Черноморского района» утверждено положение о содержании, описании и порядке использования символики Черноморского района, согласно которому на гербе района в синем поле красное вогнутое острие, тонко окантованное золотом, обременённое золотой амфорой с виноградной лозой по бокам и сопровождаемое серебряными дельфинами. В золотой волнистой вершине, имеющей снизу внутреннюю синюю кайму, синее пламя, распространяющее красное сияние в виде 11 расширяющихся лучей. Щит размещён в серебряном картуше, верхняя часть которого эклектична, а нижняя выполнена из колосьев и винограда, увенчан серебряной статусной короной района и украшен снизу синей лентой с надписью серебром: «Черноморский район». После произошедшей в феврале—марте 2014 года аннексии Крыма Российской Федерацией решением Черноморского районного совета от 28 августа 2015 года № 284 "О проекте Решения Черноморского районного совета Республики Крым «Об утверждении Положения о гербе муниципального образования Черноморский район Республики Крым» утверждён герб, который ранее был малым гербом района:

В синем поле красное вогнутое острие, тонко окантованное золотом, обремененное золотой амфорой с виноградной лозой по бокам и сопровождаемое серебряными дельфинами. В золотой волнистой вершине, имеющей снизу внутреннюю синюю кайму, синее пламя, распространяющее красное сияние в виде 11 расширяющихся лучей.

## Экономика и социальная сфера
Районообразующим предприятием является ГУП РК «ЧЕРНОМОРНЕФТЕГАЗ», на территории района располагаются 9 структурных подразделений, порт, газовое хранилище.
Кроме того в районе работает 6 промышленных предприятий, в том числе: Тарханкутская ВЭС, маслозавод (не работает), инкубаторо-птицеводческая станция, бытовой комбинат с мастерской пошива одежды, парикмахерской, фотографией. В районе 11 сельскохозяйственных предприятий. В 1999 году на территории района работали 23 малых предприятия и кооператива, в том числе 5 фермерских хозяйств, 1 охотничье-рыболовное, дельфинарий.
В районе действуют 15 общеобразовательных школ, 10 дошкольных учреждений. Работают 27 клубных учреждений и 23 библиотеки.

## Побратимы
- Дебальцево (9 июня 2021)[40]